# Gobbinsite
La gobbinsite è un minerale.